# یوهان بلنک
یوهان بلنک (۱۷ آوریل ۱۹۰۴–۱۵ مارس ۱۹۸۳) بازیکن واترپلو آلمانی بود که در المپیک‌های تابستانی سال ۱۹۲۸ به رقابت پرداخت.
او بخشی از تیم آلمان بود که مدال طلا را بدست آورد. او یک بازی به عنوان دروازه‌بان انجام داد.